# Gwydir Castle
Gwydir Castle er en befæstet herregård i Conwy Valley, Wales, omkring 1,5 km vest for købstaden Llanrwst og 2,4 km syd fo den støre landsby Trefriw. Det kan dateres tilbage til omkring år 1500-talle, og ligger på kanten af det område, som floden Conwy oversvømmer med tidevand, og med udsigt til Gwydir Forest mod vest.
Det er en listed building af 1. grad.